# Bolo (halssmycke)
För andra betydelser, se Bolo (olika betydelser).

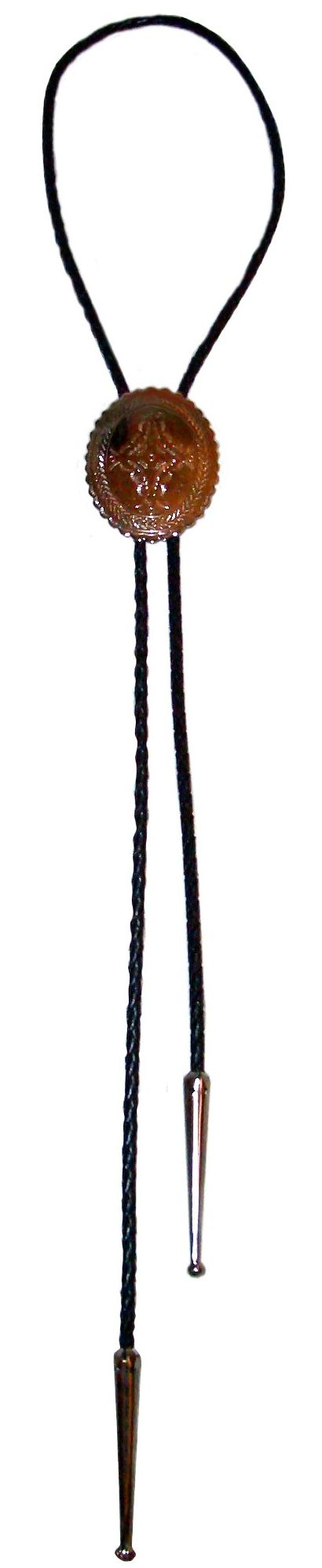
Exempel på bolo

En bolo (eller bola) är ett halssmycke som närmast kan liknas vid en slips.
Bolon kommer från den amerikanska western, och kallas ibland för "western-slips". Det råder osäkerhet kring när bolon uppfanns; vissa hävdar under den senare delen av 1800-talet, medan andra säger att den uppfanns av misstag under 1940-talet när en cowboy hängde sitt värdefulla hattband runt halsen för att inte tappa det när han red i stark blåst.
Bolon består av ett snöre eller flätad läder, som bärs i en ögla runt halsen. Framtill finns en manschett eller plakett för att hålla snöret på plats. Manschetten har oftast olika utsmyckningar i form av figurer eller westerninspirerade bilder eller mönster. Snörets ändar är ofta försedda med kulor eller andra detaljer i metall för att förhindra uppfransning.
Till skillnad från en vanlig slips, som oftast betraktas som ett herrplagg, kan bolos bäras av både män och kvinnor.